# Coll de Grau (Mata-solana)
El Coll de Grau és una collada situada a 1.143,2 msnm en el municipi de Gavet de la Conca (Pallars Jussà), a l'antic municipi de Sant Salvador de Toló. Hi discorria el camí que enllaçava la Vall de Barcedana, des del poble de Mata-solana, amb la vall alta del riu de Conques, amb l'antic poble de Toló. El coll és a la part meridional de la Falconera, cinglera de l'extrem sud-est de la Serra dels Obacs.